# 20067 Marthanieves
20067 Marthanieves è un asteroide della fascia principale esterna. Scoperto nel 1993, presenta un'orbita caratterizzata da un semiasse maggiore pari a 3,206213 UA e da un'eccentricità di 0,122872, inclinata di 1,796391° rispetto all'eclittica. Ha un diametro di 10,986 km e un'albedo di 0,064.